# Stephanie Shirley
Dame Vera Stephanie Shirley, ismert nevén Steve Shirley (Dortmund, 1933. szeptember 16. – 2025. augusztus 9.) brit üzletasszony, úttörő az  információtechnológia területén, filantróp. A Brit Birodalom Rendje lovagparancsnoki fokozatának tulajdonosa, mellyel együtt jár a dame cím és megszólítás.

## Gyermekkora
Vera Buchthal néven született, édesapja a zsidó származású Arnold Buchthal, Dortmund egyik bírója, aki a náci rezsim hatalomra kerülésekor elvesztette állását. Édesanyja Bécsből származik. 1939 júliusában Shirley ötévesen érkezett Nagy-Britanniába a Kindertransport menekültjei között, nővérével, Renatéval együtt. Sutton Coldfieldben nevelőszülőkhöz került. Később újra találkozott biológiai szüleivel, de saját elmondása szerint nem kötődött igazán hozzájuk.
Oswestryben, a wales-i határhoz közel járt a helyi lányiskolába, ahol nem tanítottak matematikát, így külön engedéllyel tanulhatta csak azt a helyi fiúiskolában, különórán. Úgy nyilatkozott, a városban töltött időszak „hat csodálatos, békében töltött év” volt.

## Pályafutása
Középiskola után úgy döntött, nem megy egyetemre (saját elmondása szerint nőként csak botanika szakra vették volna fel), ehelyett inkább matematikai, illetve technológiai környezetben akart dolgozni. 18 éves korában brit állampolgár lett és Stephanie Brookra változtatta a nevét.
Az 1950-es években a posta Dollis Hilli kutatóközpontjában dolgozott, ahol számítógépeket épített és gépi kódokat írt. 1956-ban matematikai diplomát szerzett.
Miután férjhez ment Derek Shirley fizikushoz, 1962-ben 6 fontból hozta létre a Freelance Programmers vállalatot, Miután női beosztottként megtapasztalta a szexizmus számos formáját („megcirógattak, a falhoz szorítottak”), úgy döntött, nőket fog alkalmazni, különösen olyanokat, akik gyereket neveltek, hozzátartozót ápoltak, és emiatt jobbára otthonról is dolgoztak. Első 300 alkalmazottja között csak három férfi programozó volt. Miután nőként nehéz volt az üzleti életben érvényesülnie, Steve néven levelezett. Vállalata részt vett a Concorde fekete dobozának programozásában.

## Jótékonysági munkája
| Stephanie Shirley hangja 2010 májusi felvétel, a BBC Radio 4 Desert Island Discs műsorából Probléma esetén lásd:Médiafájlok kezelése. |

1986-ban hozta létre a The Shirley Foundation alapítványt az autizmus spektrum zavarok kutatásának segítésére, valamint olyan iskolák és központok létrehozására, melyek az autizmussal élőket és családtagjaikat támogatják és életüket igyekeznek jobbá tenni. Shirley autista fia, Giles 35 éves korában, egy epilepsziás rohamot követően hunyt el.

## Könyvei
- Let IT Go: The Memoirs of Dame Stephanie Shirley (2012; 2018) ISBN 978-1782342823
- My Family in Exile (2015) ISBN 978 0 85457 244 1